# Tanystylum acuminatum
Tanystylum acuminatum là một loài nhện biển trong họ Ammotheidae. Loài này thuộc chi Tanystylum. Tanystylum acuminatum được miêu tả khoa học năm 1954 bởi Stock.